# Rhodostrophia subsanguinea
Rhodostrophia subsanguinea là một loài bướm đêm trong họ Geometridae.